# Kanton Couiza
Der Kanton Couiza war bis 2015 ein französischer Wahlkreis im Département Aude in der Region Languedoc-Roussillon. Er umfasste 22 Gemeinden im Arrondissement Limoux; sein Hauptort (frz.: chef-lieu) war Couiza. Die landesweiten Änderungen in der Zusammensetzung der Kantone brachten im März 2015 seine Auflösung.
Der Kanton war 258,64 km² groß und hatte 4049 Einwohner (Stand 2012).

## Gemeinden
| Gemeinde                  | Einwohner (Stand: 2022) | Code postal | Code Insee |
| ------------------------- | ----------------------- | ----------- | ---------- |
| Antugnac                  | 292                     | 11190       | 11010      |
| Arques                    | 253                     | 11190       | 11015      |
| Bugarach                  | 242                     | 11190       | 11055      |
| Camps-sur-l’Agly          | 61                      | 11190       | 11065      |
| Cassaignes                | 59                      | 11190       | 11073      |
| Couiza                    | 1130                    | 11190       | 11103      |
| Coustaussa                | 50                      | 11190       | 11109      |
| Cubières-sur-Cinoble      | 81                      | 11190       | 11112      |
| Fourtou                   | 78                      | 11190       | 11155      |
| Luc-sur-Aude              | 253                     | 11190       | 11209      |
| Missègre                  | 64                      | 11580       | 11235      |
| Montazels                 | 537                     | 11190       | 11240      |
| Peyrolles                 | 89                      | 11190       | 11287      |
| Rennes-le-Château         | 87                      | 11190       | 11309      |
| Rennes-les-Bains          | 224                     | 11190       | 11310      |
| Roquetaillade-et-Conilhac | 269                     | 11300       | 11323      |
| La Serpent                | 95                      | 11190       | 11376      |
| Serres                    | 88                      | 11190       | 11377      |
| Sougraigne                | 127                     | 11190       | 11381      |
| Terroles                  | 14                      | 11580       | 11389      |
| Valmigère                 | 27                      | 11580       | 11402      |

## Bevölkerungsentwicklung
| 1962 | 1968 | 1975 | 1982 | 1990 | 1999 | 2006 | 2012 |
| ---- | ---- | ---- | ---- | ---- | ---- | ---- | ---- |
| 3033 | 3572 | 3503 | 3511 | 3814 | 3611 | 3829 | 4049 |